# Semiosi

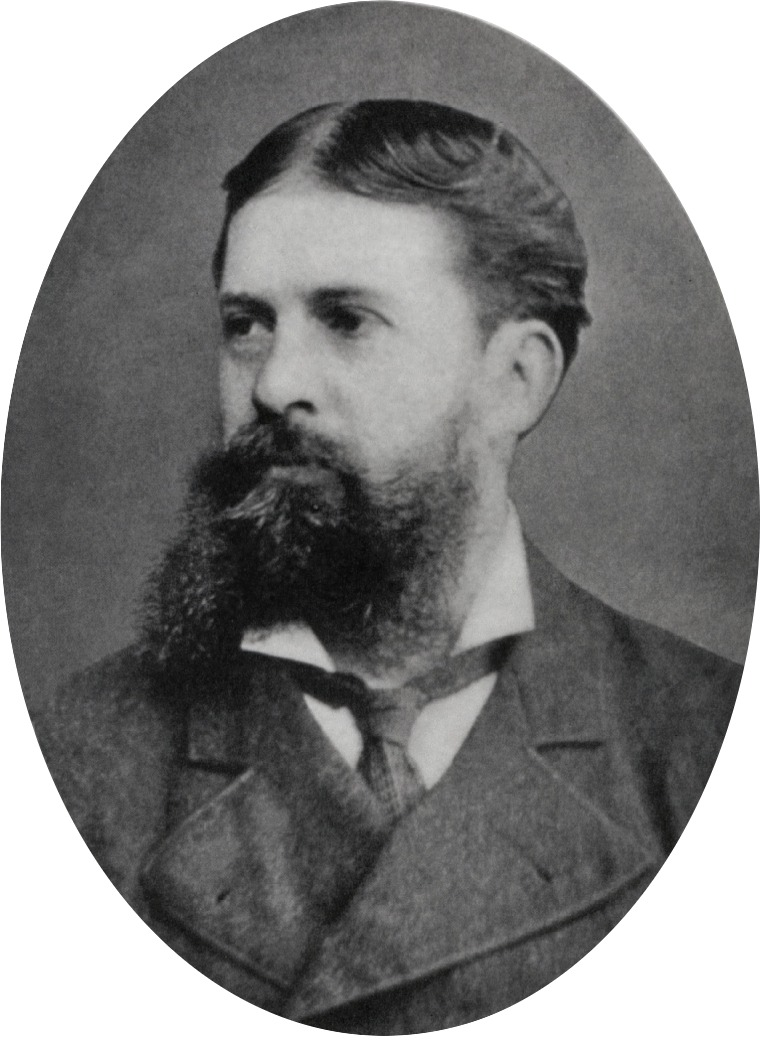
Charles Sanders Peirce.

La semiosi (dall'ingl. semiosis 'segno'; dal gr. semeion) è un termine specialistico che appartiene alla semiotica, introdotto da Charles Sanders Peirce nel XIX secolo. Viene utilizzato per descrivere in maniera concettuale e astratta il processo di significazione. Da un punto di vista fenomenologico, ciò che rende possibile la comunicazione tra un mittente e un destinatario. La semiosi è definita il processo attraverso il quale un segno assume significato e viene interpretato.

## Il modello basilare di Peirce
Secondo Charles Sanders Peirce gli elementi che intervengono nella semiosi sono il rapresentamen, l'interpretante e l'oggetto. Peirce definisce la semiosi come il meccanismo attraverso il quale un rappresentamen (il segno stesso) evoca un interpretante (l'effetto cognitivo o interpretativo che produce) in relazione a un oggetto (ciò a cui il segno si riferisce).

## Il modello di Morris
Secondo il semiologo e filosofo statunitense Charles W. Morris, la semiosi è una relazione triadica tra il veicolo segnico (o il significante), il designatum e l'interprete. Il designatum, secondo Morris, corrisponde all'oggetto o al referente a cui un segno si riferisce. Nell'ambito del modello di Morris, il designatum è distinto dal denotatum, che è l'oggetto effettivamente esistente nel mondo a cui il segno si applica.
Se consideriamo la parola "unicorno" - il lemma è il veicolo segnico -, il designatum è il concetto o l'entità a cui la parola fa riferimento (l'idea di unicorno), mentre il denotatum non esiste nella realtà, poiché gli unicorni sono creature immaginarie. Invece, per una parola come "cane", il designatum è il concetto generale di cane, e il denotatum è un cane reale nel mondo. Morris inserisce il concetto di designatum nel suo modello della semiotica, che si suddivide in sintattica, semantica e pragmatica, collocandolo nella dimensione semantica, ovvero quella che riguarda il significato dei segni.

## La semiosi infinita di Eco
La semiosi si distingue per la sua natura dinamica e potenzialmente infinita: un segno rimanda a un significato che, a sua volta, può essere interpretato da un ulteriore segno in un processo continuo, noto come semiosi illimitata (concetto approfondito da Umberto Eco).

## La semiosi umana (Antrosemiosi)
La semiosi umana è a volte definita Antroposemiosi, fa parte della biosemiosi e affianca e talvolta sconfina nella zoosemiosi. È studiata dall'antroposemiotica. Per Thomas Albert Sebeok, l'antroposemiosi interessa sia le funzioni della comunicazione sia quelle della significazione. Sebeok negli anni ottanta giunse alla conclusione che la semiosi umana abbia la sua specificità nel linguaggio, distinto dal parlare e dal comunicare. Il linguaggio sarebbe quindi uno strumento per la produzione di mondi possibili.